# Babia hora (geomorfologický podcelek)
Babia hora je geomorfologický podcelek Oravských Beskyd. Nejvyšší vrch podcelku i celých Beskyd je stejnojmenný vrch, dosahující výšky 1725 m n. m.

## Vymezení
Podcelek zabírá východní, nejvyšší část pohoří a i v této části lemuje státní hranici s Polskem. Na polském území se horstvo nazývá Beskid Żywiecki a masiv Babiej hory tam je součástí národního parku. Na slovenském území sousedí na jihu s Podbeskydskou brázdou, západním směrem pokračuje pohoří podcelkem Polhoranská vrchovina. 

## Významné vrcholy
- Babia hora – nejvyšší vrch pohoří (1725 m n. m.)
- Malá Babia hora (1517 m n. m.)
- Bukovský Grúň (1230 m n. m.)

## Ochrana přírody
Území patří do Chráněné krajinné oblasti Horná Orava, polská část masivu je součástí národního parku. 